# North St Ives, New South Wales
North St Ives este o suburbie în nordul Sydneyului, Australia.